# Barbara Hutton
Barbara Woolworth Hutton (Nova York, 14 de novembre de 1912 - 11 de maig de 1979) va ser una dona de l'alta societat nord-americana, sovint anomenada "La pobra nena rica" a causa de les seva vida desgraciada.
Nascuda al si d'una família aristocràtica de New York, filla d'Edna Woolworth, una de les tres hereves de la fortuna del magnat de la venda al detall Frank Winfield Woolworth i un afortunat corredor de la borsa, Franklyn Hutton. Als sis anys una tragèdia marca la seva vida emocional: el suïcidi de la seva mare a causa de la infidelitat del seu marit, essent ella qui troba el cos de la seva mare sense vida. A partir d'aquest moment el seu pare la desempara emocionalment i va quedar a càrrec d'institutrius.
El 1933, en ple apogeu de la Gran Depressió, als 21 anys, Barbara Hutton hereta la fortuna de la seva família, la qual ascendeix a 150 milions de dòlars, cosa que la va convertir en la dona més rica del món aleshores, i una de les poques dones riques del segle xx.
Al llarg de la seva vida es va casar set vegades, divorciant-se cada vegada, ja que la majoria dels seus marits es van aprofitar d'ella. Tot i que era molt envejada per les seves possessions i la seva vida de lleure, sempre fou profundament insegura. Va destacar per malbaratar onerosos regals en festes de la jet set novaiorquesa, regalant joies a desconeguts o adquirint automòbils i propietats i regalant-los de forma compulsiva. A Tànger, al Marroc, va adquirir un palauet anomenat Sidi Hosni que va ocupar com a residència d'estiueig des de 1948 fins a 1975 i on va viure com una princesa marroquina realitzant sumptuoses festes i dilapidant la seva fortuna en onerosos regals als seus convidats, que amb prou feines coneixia. A causa de la seva inestabilitat emocional va estar sumida en la drogoaddicció i l'alcoholisme, fet que la va transformar en una dona molt vulnerable. El seu estat va empitjorar a partir per la mort del seu fill únic en un accident. Va morir abandonada per tots i gairebé sense diners: de la seva fortuna de gairebé 150 milions de dòlars, només en quedaven 3.000.